# نرمیق (مهربان)
نرمیق یک روستا در ایران است که در بخش مهربان شهرستان سرآب در استان آذربایجان شرقی واقع شده‌است.

## جمعیت
این روستا در دهستان آلان برآغوش قرار دارد و براساس سرشماری مرکز آمار ایران در سال ۱۳۸۵، جمعیت آن ۷۹ نفر (۱۸ خانوار) بوده‌است.